# 박성환 (소설가)
박성환(1978년 ~ )은 대한민국의 과학 소설 작가이다. 1998년 PC통신 나우누리의 SF동호회 'SF2019'에 습작을 게재하면서 활동을 시작했다. 2004년 제1회 과학기술 창작문예 공모전에〈레디메이드 보살〉이 당선되어 데뷔하였으며, 이후 《잃어버린 개념을 찾아서》(창비), 《앱솔루트 바디》(해토), 《U, ROBOT》(황금가지)등 국내 과학소설 단편선 및 판타스틱, 환상문학웹진 거울, 웹진 크로스로드 등에 단편을 발표하고 있다.

## 발표작

### 단편
- 〈레디메이드 보살〉2004년 12월 동아사이언스(과학동아북스)《2004 과학기술 창작문예 수상작품집》
- 〈세상이여 안녕〉2006년 11월 《2006 과학 기술 창작 문예 수상작품집》
- 〈잃어버린 개념을 찾아서〉2007년 11월 창비《잃어버린 개념을 찾아서》표제작
- 〈재灰와 이름〉2008년 12월호《판타스틱》 수록
- 〈꿈의 입자[깨진 링크(과거 내용 찾기)]〉2008년 4월호《웹진 크로스로드》및 2008년 9월 해토《앱솔루트 바디》수록
- 〈잘 가거라 내 아들, 엄마는 널 사랑했단다〉2009년 2월 황금가지《U, ROBOT》수록
- 〈관광지에서[깨진 링크(과거 내용 찾기)]〉2009년 12월호《웹진 크로스로드》게재 및 2010년 12월 사이언티카 《목격담, UFO는 어디서 오는가》 수록
- 〈금5新SF〉2010년 1월호《판타스틱》및 네이버 오늘의 문학(2010.01.01) 수록
- 〈백만 광년의 고독〉2009년 12월 오멜라스《백만 광년의 고독》 수록
- 〈입이 있다 그러나 비명 지를 수 없다〉2010년 11월 12일 문학에디션 뿔《독재자》수록
- 〈얼음, 땡!〉2011년 에스콰이어 10월호 창간 16주년 기념 별책부록《멀티버스(Multiverse)》수록
- 〈성스러운 생태계〉2013년 1월호 《과학동아》 수록
- 〈저는 로봇 입니다〉 2013년 5월호 《과학동아》 수록
- 〈도사, 신선, 여래, 그리고 원숭이〉 2013년 9월호 《과학동아》 수록
- 〈영원한 일요일 오후[깨진 링크(과거 내용 찾기)]〉2015년 10월호《웹진 크로스로드》게재
- 〈K박사의 섬〉 2016년 5월호 《과학동아》 수록
- 〈자기복제시대의 예술〉 2016년 10월 10일자 《한겨레 신문》 게재
- 〈우주의 다른 이름은 게임〉 2017년 2월호 《과학동아》 수록
- 〈꿈의 중첩 1[깨진 링크(과거 내용 찾기)], 2[깨진 링크(과거 내용 찾기)]〉 2018년 3월, 4월《웹진 크로스로드》게재

### 엽편
- 〈소원〉, 〈Albedo 1.0의 여인들〉2010년 3월호 《판타스틱》게재

### 단편집
- 《전직 흡혈귀의 회고 : 2097년부터 2202년까지》2005년 3월, 북토피아(전자책)
- 《우리의 삶을 부수기 전에 부숴야 할 것들》 2005년 8월, 웹진 거울
- 《불교 SF 단편선-레디메이드 보살 外》 2012년 11월, 개인 출판
- 《우리의 삶을 부수기 전에 부숴야 할 것들 - 박성환 SF 단편집 I》 2014년 2월, 개인 출판: 개정판
- 《말할 수 없는, 침묵할 수 없는 - 박성환 SF 단편집 III》 2014년 2월, 개인 출판
- 《고통 다음에 오는 것들 괴로움 뒤에 피는 것들 - 박성환 SF 단편집 II》 2015년 1월, 개인 출판: 《불교 SF 단편선》의 개정판